# Verzeichnis der Parteien und politischen Vereinigungen
Das Verzeichnis der Parteien und politischen Vereinigungen führt in Deutschland alle Parteien auf, die beim Bundeswahlleiter ihre Parteiunterlagen hinterlegt haben. Es wird vom Bundeswahlleiter veröffentlicht.

## Grundlage
Grundlage ist das Parteiengesetz. Danach sind alle Parteien und politischen Vereinigungen nach § 6 Absatz 3 verpflichtet dem Bundeswahlleiter die aktuelle Satzung und Programm der Partei, die Namen der Vorstandsmitglieder der Partei und der Landesverbände und die Auflösung der Partei oder eines der Landesverbände mitzuteilen. Eine Partei verliert den Status, wenn sie sechs Jahre lang weder an einer Bundestagswahl noch an einer Landtagswahl mit eigenen Wahlvorschlägen teilgenommen hat oder sie sechs Jahre lang die Pflicht zur öffentlichen Rechenschaftslegung nicht nachgekommen ist und wird dann nicht mehr in die Liste aufgenommen. Bei der Aufnahme in die Liste werden vom Bundeswahlleiter nur die formalen Kriterien nach dem Parteiengesetz geprüft. Eine Prüfung auf Verfassungstreue gehört nicht zu Kriterien der Aufnahme einer Partei in die Liste.